# Harry Gschoesser
Harry Gschoesser (Innsbruck; 25 de julio de 1961) es un músico y empresario austriaco, conocido mayormente por haber sido baterista de la banda de heavy metal Racer X, entre 1985 a 1986. Inició su carrera en algunas bandas de su país hasta que en 1985 viajó a los Estados Unidos y al poco tiempo ingresó a Racer X, en donde participó del disco debut Street Lethal. Posteriormente, y de regreso en Austria, continuó con su carrera en la banda No Bros e inició una vida ligada a los negocios. Desde 2011 es propietario de la red social Speedgig, destinada a músicos que quieran buscar alguna oportunidad en la industria musical.

## Carrera
Comenzó a tocar la batería recién a los 17 años y al poco tiempo ingresó a Scream, una banda austriaca liderada por Andy Woerz que más tarde se hizo conocido como actor y cantante. En 1981 se unió a Speedy Weekend Band, que llegó a ser la banda más popular de heavy metal en Austria por aquel tiempo, con la cual giró por su país natal abriendo los conciertos de Eric Burdon y Roger Chapman, entre otros. Luego de la separación de Speedy Weekend Band ingresó a No Bros, donde participó del álbum debut Our Own Way de 1983 y giró con ellos hasta 1985 cuando decidió probar suerte en los Estados Unidos.
Instalado en la ciudad californiana de Los Ángeles ingresó al Instituto de Músicos en donde conoció a Paul Gilbert y Juan Alderete. Al poco tiempo después ambos lo llamaron para formar Racer X, cuya alineación se completó con el cantante Jeff Martin. A finales de 1985 comenzaron a grabar su álbum debut Street Lethal, pero como Harry solo tenía una visa de estudiante tuvieron que conseguir un permiso legal de 24 horas para que pudiera grabar la batería, por ello toda la parte de él fue registrado en un solo día. Tras la publicación el álbum, Racer X logró una importante atención en los distintos bares del Sunset Strip de Los Ángeles, sin embargo, Harry tuvo que renunciar al poco tiempo puesto que su visa había expirado obligándolo a retornar a su natal Austria a mediados de 1986. Posteriormente continuó su trabajo con No Bros y se involucró en otros negocios convirtiéndose en empresario. En 2011 creó Speedgig, una red social para músicos de todo el mundo, cuyo objetivo principal es la conexión entre ellos y poder acceder a la industria musical.

## Discografía
| con No Bros - 1983: Our Own Way - 1983: «Hey You» (sencillo) - 1983: «Princess of My Town» (sencillo) - 1983: «Friends Will Keep Together» (sencillo) - 1986: Cavalry of Evil - 1986: «Lady of the Tower» (sencillo promocional) - 1986: «So Hard to See» (sencillo) - 1993: «Nothing But Crumbs» - 1996: «Rough and Rare» - 2001: «The Greatest & The Rarest» | con Racer X - 1986: Street Lethal |